# EF9345
O EF9345 da SGS-Thomson Microelectronics, Inc., foi um microprocessador semigráfico para controle de imagem de vídeo, encapsulado num DIP de 40 pinos e usado principalmente nos microcomputadores franceses Matra Alice 32 e Matra Alice 90. Era compatível com o MC6847 (usado no Matra Alice original) e capaz de exibir 8 cores, 128 caracteres alfanuméricos e 128 caracteres semigráficos, possuindo um modo semigráfico, dois modos de texto e oito modos gráficos. Era ainda capaz de acessar 16 KiB de VRAM, embora o projeto de hardware dos Matra Alice 32 e 90 tenha feito uso de apenas 8 KiB.